# Joe Flanigan
Joe Flanigan (Los Angeles, 5 gennaio 1967) è un attore statunitense, noto in particolar modo per aver interpretato John Sheppard nella serie televisiva Stargate Atlantis.

## Biografia
Joe Flanigan è nato come Joseph H. Dunnigan III a Los Angeles. Ha cambiato il suo nome in Joseph Flanigan quando fu adottato da John Flanigan.
Studia alla scuola di Ojai in California, dove appare all'età di 14 anni nella produzione scolastica di A Streetcar Named Desire.

## Filmografia

### Attore

#### Cinema
- A Reason to Believe, regia di Douglas Tirola (1995)
- Adam si sposa (The First to Go), regia di John L. Jacobs (1997)
- Un amore speciale (The Other Sister), regia di Garry Marshall (1999)
- Farewell to Harry, regia di Garrett Bennett (2002)
- Silent Men, regia di Bashar Shbib (2005)
- Good Day for It, regia di Nick Stagliano (2011)
- 6 Bullets, regia di Ernie Barbarash (2012)
- The Bandit Hound, ragia di Michelle Danner (2016)

#### Televisione
- Album di famiglia (Family Album) - serie TV, episodi 1x01-1x02 (1994)
- Deadline for Murder: From the Files of Edna Buchanan, regia di Joyce Chopra - film TV (1995)
- Sisters - serie TV, 15 episodi (1995-1996)
- Segreti di un killer (Tell Me No Secrets), regia di Bobby Roth - film TV (1997)
- Murphy Brown - serie TV, episodio 10x08 (1997)
- Dawson's Creek - serie TV, episodi 2x04-2x05 (1998)
- Cupid - serie TV, 4 episodi (1998)
- Man Made, regia di David Carson - film TV (1998)
- Providence - serie TV, 4 episodi (1999)
- The Force, regia di Lou Antonio - film TV (1999)
- Profiler - intuizioni mortali (Profiler) - serie TV, 4 episodi (2000)
- Sherman's March, regia di Scott Winant - film TV (2000)
- First Monday - serie TV, 13 episodi (2002)
- Birds of Prey - serie TV, episodio 1x03 (2002)
- Giudice Amy (Judging Amy) - serie TV, episodio 4x07 (2002)
- Tru Calling - serie TV, episodio 1x03 (2003)
- Thoughtcrimes - Nella mente del crimine (Thoughtcrimes), regia di Breck Eisner - film TV (2003)
- 111 Gramercy Park, regia di Bill D'Elia - film TV (2003)
- CSI: Miami - serie TV, episodio 2x14 (2004)
- Stargate SG-1 - serie TV, episodio 10x03 (2006)
- Women's Murder Club - serie TV, episodi 1x09-1x10 (2006)
- Stargate Atlantis (Stargate: Atlantis) - serie TV, 99 episodi (2004-2009)
- Warehouse 13 - serie TV, episodio 1x05 (2009)
- Change of Plans, regia di John Kent Harrison - film TV (2011)
- Ferocious Planet, regia di Billy O'Brien - film TV (2011)
- Fringe - serie TV, episodio 4x01 (2011)
- Metal Hurlant Chronicles - serie TV, episodio 1x05 (2012)
- The Secret Lives of Wives, regia di Jill Gordon e Iris Krasnow - film TV (2012)
- Major Crimes - serie TV, episodio 2x14 (2013)
- SEAL Team - serie TV, episodio 2x14 (2019)
- General Hospital - serie TV, 80 episodi (2019-2020)

## Doppiatori italiani
Nelle versioni in italiano delle opere in cui ha recitato, Joe Flanigan è stato doppiato da:
- Christian Iansante in Dawson's Creek
- Davide Marzi in CSI: Miami
- Mirko Mazzanti in Major Crimes
- Marco Vivio in Stargate Atlantis
- Nanni Baldini in Profiler
- Stefano Macchi in Fringe